# Jellisonia dybasi
Jellisonia dybasi är en loppart som beskrevs av Hamilton Paul Traub 1950. Jellisonia dybasi ingår i släktet Jellisonia och familjen fågelloppor. Inga underarter finns listade i Catalogue of Life.